# 中城ハンタ道
座標: 北緯26度16分46秒 東経127度47分46秒 / 北緯26.27944度 東経127.79611度
中城ハンタ道（なかぐすくはんたみち）は、沖縄県中頭郡中城村にある、14世紀後半～17世紀後半の街道遺跡。
2015年3月10日、国史跡に指定された。また「古道ハンタ道（歴史の道）と世界遺産。郷土を愛し地域をおこすサークル活動」が平成25年度手づくり郷土賞受賞。

## 概要
中城ハンタ道は、琉球王府時代、首里から中城を経て勝連に至る交通の動脈として機能したハンタ道の一部である。道は、標高100～160ｍの丘陵上の縁辺部を通過し、おおむね太平洋を眺望することが可能な立地である。
ハンタ道は、首里を起点として西原間切の幸地城を通り沖縄本島の東側を北上し、中城間切の新垣城・中城城を経て、勝連間切の勝連城に至る道筋で、首里・中城・勝連の各城を結ぶ最短ルートである。「ハンタ道」とは崖沿いの道の意味である。街道整備の時期は明確ではないが、中城城の主要部が築かれた14世紀後半までには、首里城と中城城を経て勝連城までを結ぶ主要道として整備されたものと考えられている。15世紀中頃の尚泰久時代、中城城や勝連城で繰り広げられた護佐丸・阿麻和利の乱では、王府や勝連の軍勢がこの道を往来する等、琉球史の抗争の舞台ともなったとされている。また、15世紀後半代以降の第二尚氏時代に首里を中心とした王命や物資を伝達する道路網の整備が行われる一環として、首里から中城を経て、越来間切、金武間切に向かう中頭方東海道の道筋となり、間切と間切を結ぶ宿次の道（宿道）としても機能した。17世紀中頃の道筋の様子は、『正保三年琉球国絵図』（国宝島津家文書、東京大学史料編纂所蔵）に描かれている。しかし、1671年に宜野湾間切が新設されると、中頭方東海道は西原間切から新設の宜野湾間切を経由するようになり、中城ハンタ道は宿道としての機能を終え、それ以後は地域の集落や間切をつなぐ生活道として利用された。1853年には、米国ペリー艦隊が沖縄島の調査のため探検隊を出し、ハンタ道を使って首里から中城間切を通って北上した。
新垣地区には、約330ｍ分の道が良好に残る。発掘調査の結果、15世紀頃と近世の二時期の石敷きが見つかった。近世の道では幅員1.8から2.4ｍ、路面には比較的小形の不定形の石材を敷き、縁石は大形の石材を使用している。道沿いには14世紀から近代にかけての集落跡（新垣上原遺跡）、集落の井戸であるミージャーガー、集落を守る機能をもち、14世紀から16世紀前半の時期とされる新垣城跡がある。また、新垣集落からやや離れた道沿いには、ペリー探検隊が休息し、旗を立てたターチイシーやターチャーイシと呼ばれる高さ約15ｍの琉球石灰岩の岩塊が現存する。
伊舎堂地区は史跡中城城跡に近接し、約250ｍ分の道が良好に残っている。道の北側斜面部に、中城城や新垣集落で神事を司ったノロ、添石ヌンドゥンチの墓がある。琉球石灰岩の崖面を掘り込み正面に切石を積んだ近世の破風墓(はふうばか)である。
このように、中城ハンタ道は、14世紀後半頃には整備され、首里から中城城を経て勝連城までを結ぶ主要道として、また中頭方東海道として機能した道であり、往時を偲ぶ道路が良好に残存し、沿道には関連遺跡も残っている。琉球における交通・土木の歴史を理解する上で重要。